# ويست إدمونتون مول

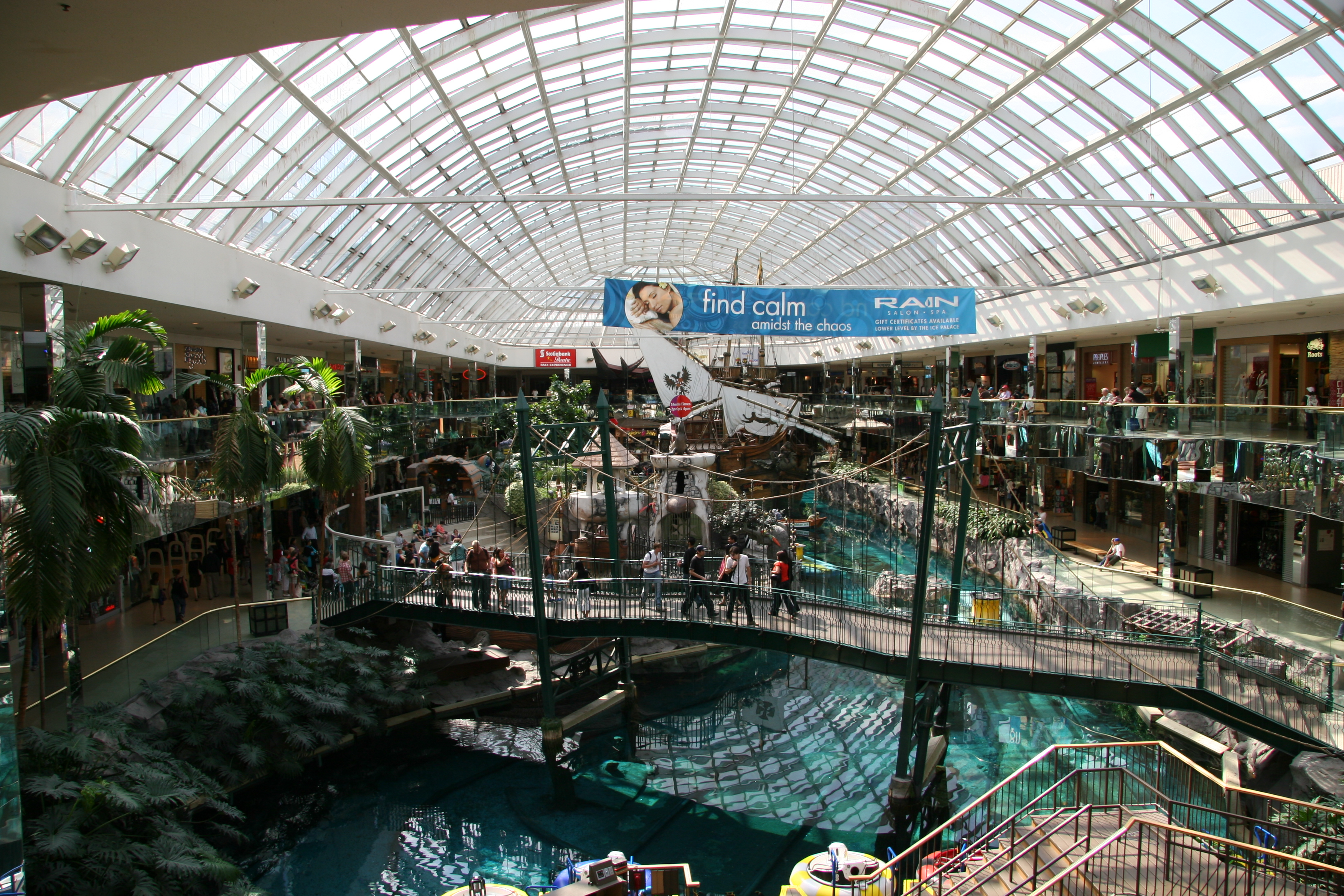
ويست إدمونتون مول

ويست إدمونتون مل (بالإنجليزية: West Edmonton Mall)‏ يقع في ادمونتون ، ألبرتا الكندية ، هو أكبر مركز للتسوق في أمريكا الشمالية والعاشر من حيث المساحة التأجيرية على مستوى العالم. تأسس المول من قبل الاخوة غيرمزيان (بالإنجليزية: Ghermezian)‏ الذين هاجروا من إيران في عام 1959. وقد كان أكبر مول في العالم حتى عام 2004.
يغطي المول مساحة إجمالية تبلغ 490،000 متر مربع  There are over 800 stores and services وهناك أكثر من 800 متجر ومواقف لأكثر من 20،000 سيارة. ويعمل أكثر من 23،000 شخص . المركز يستقبل 28،200،000 زائر في السنة ويجذب أيضا بين 60،000 و 150،000 متسوق يوميا وقدرت قيمة المول 926،000،000 دولار كندي في يناير 2007.

## معرض صور

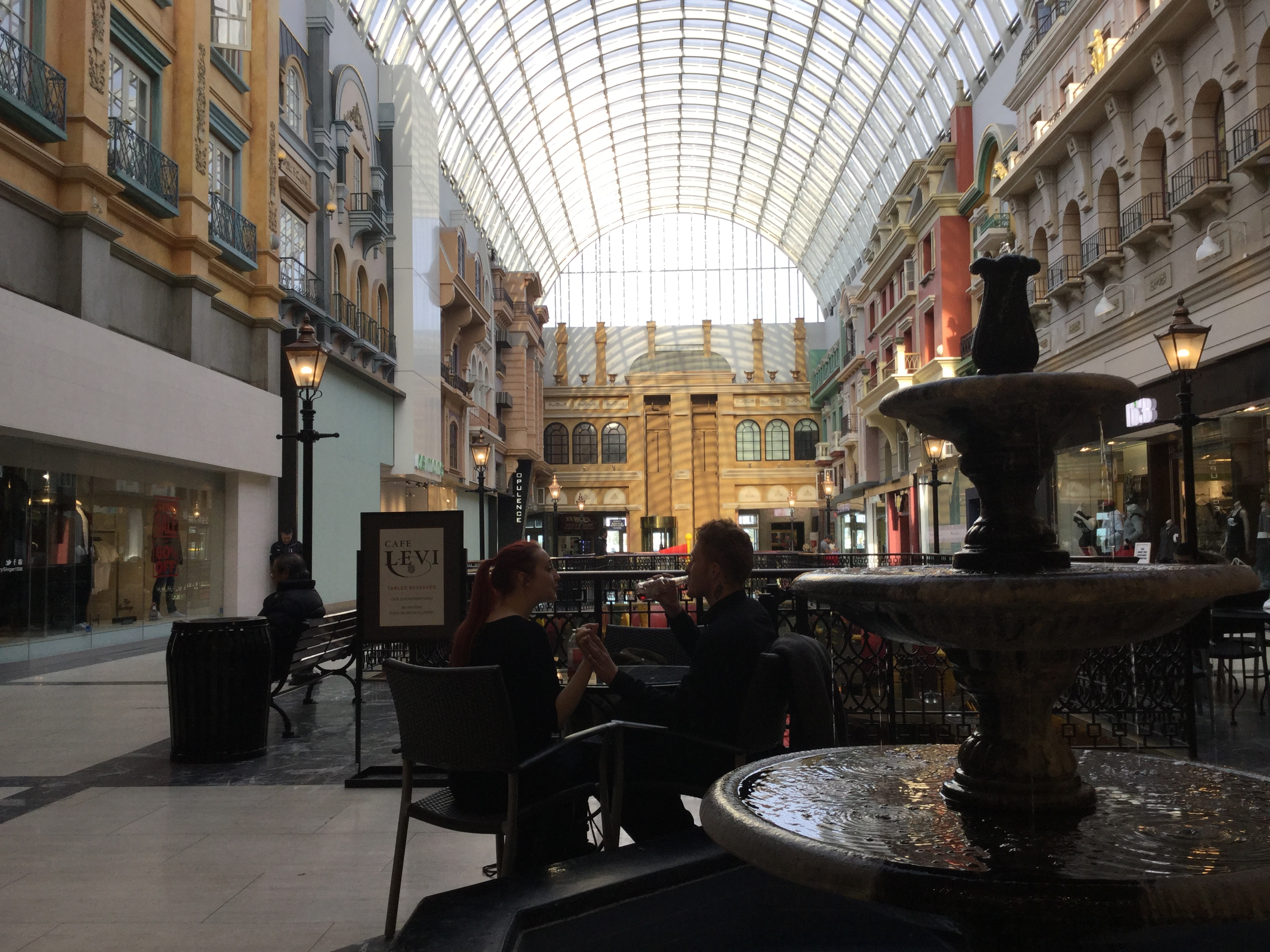
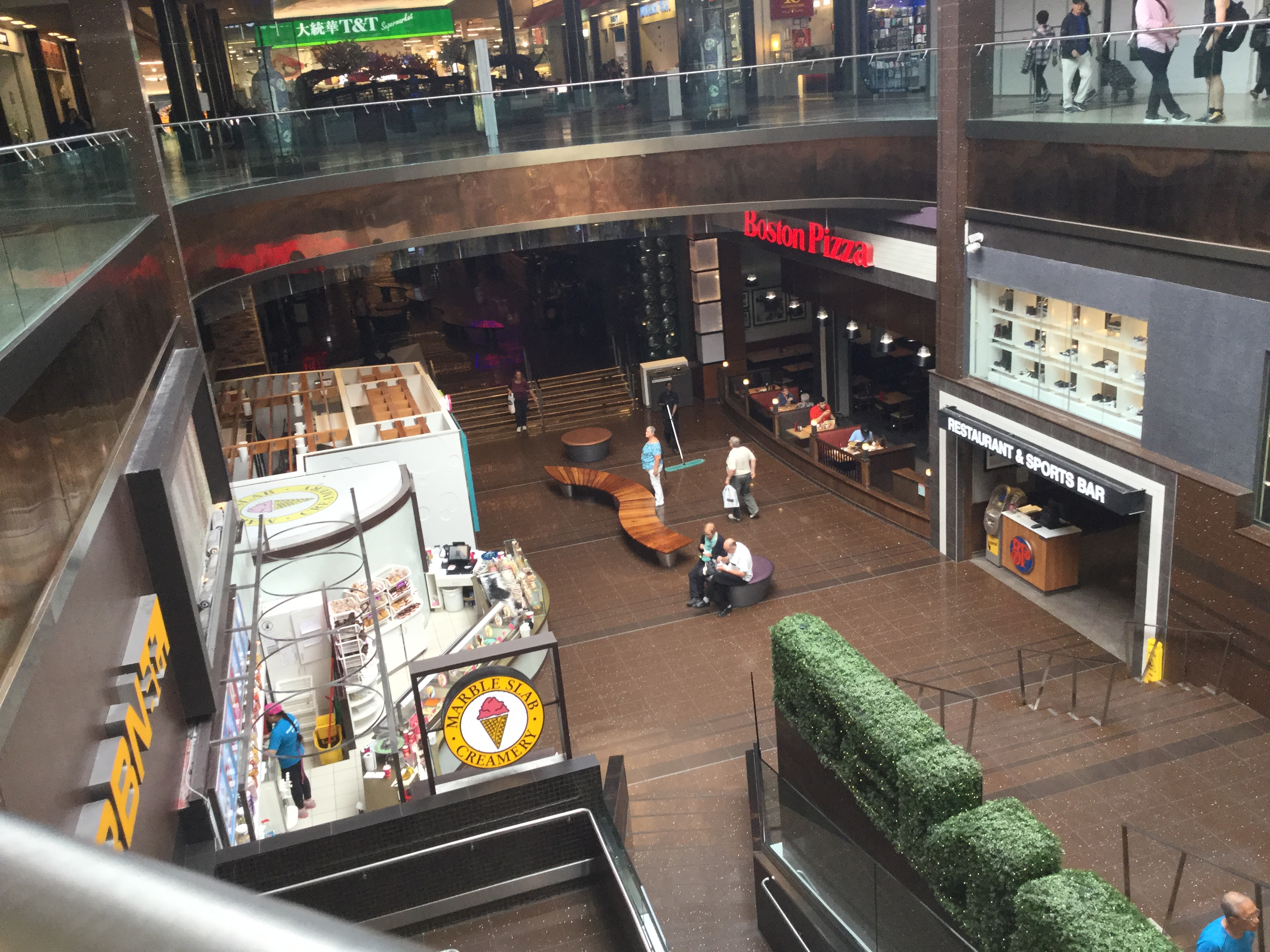
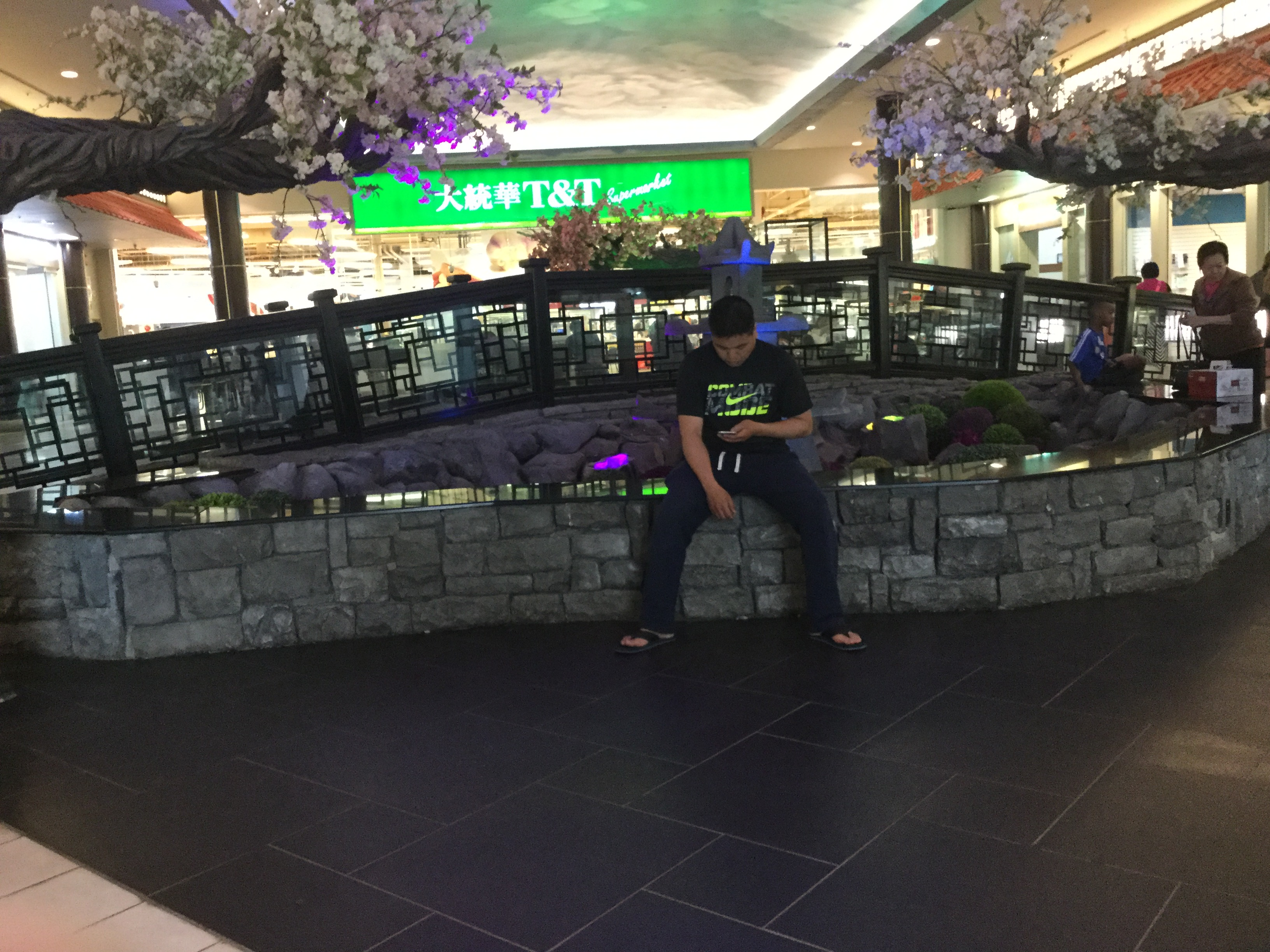
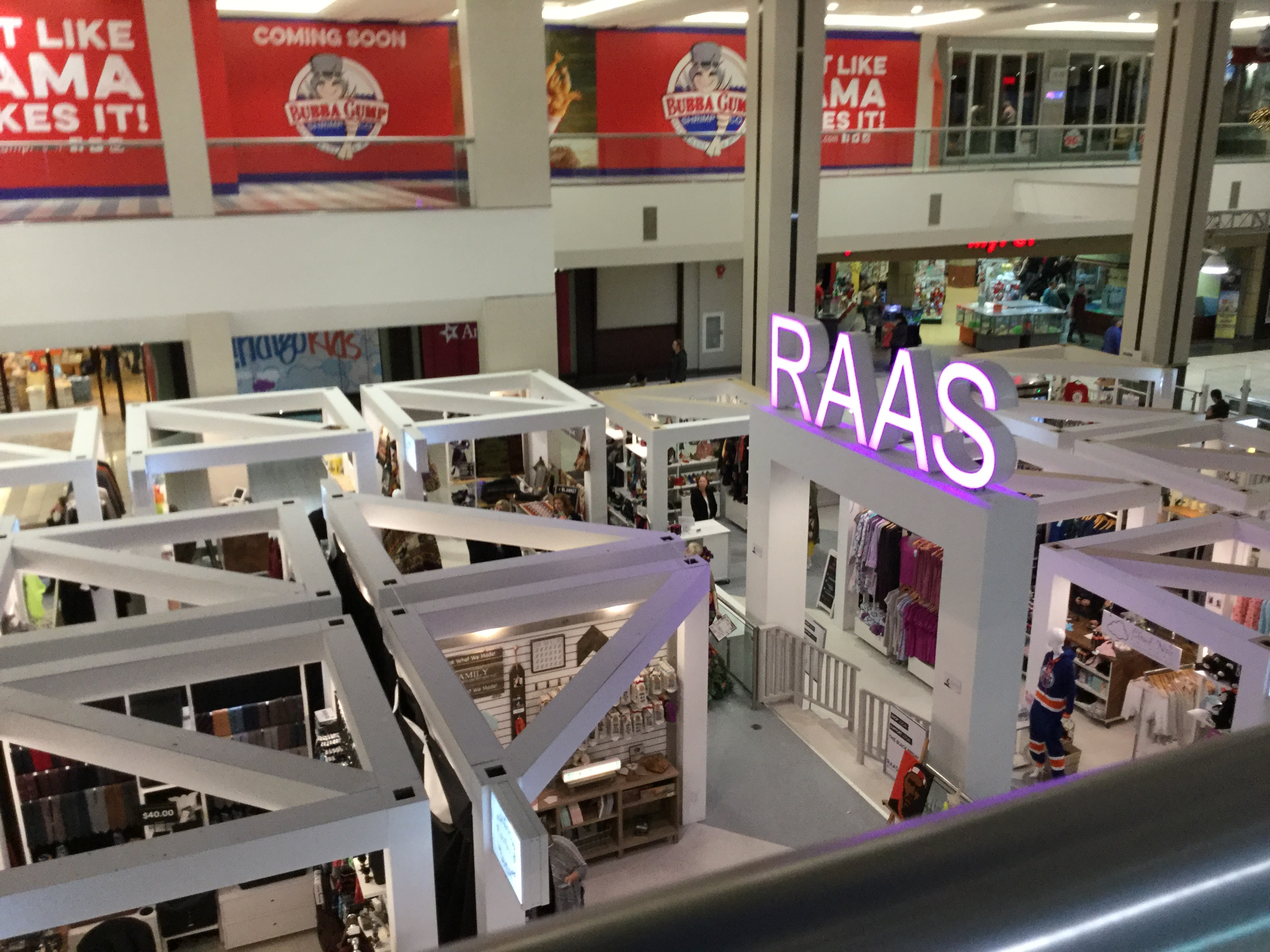
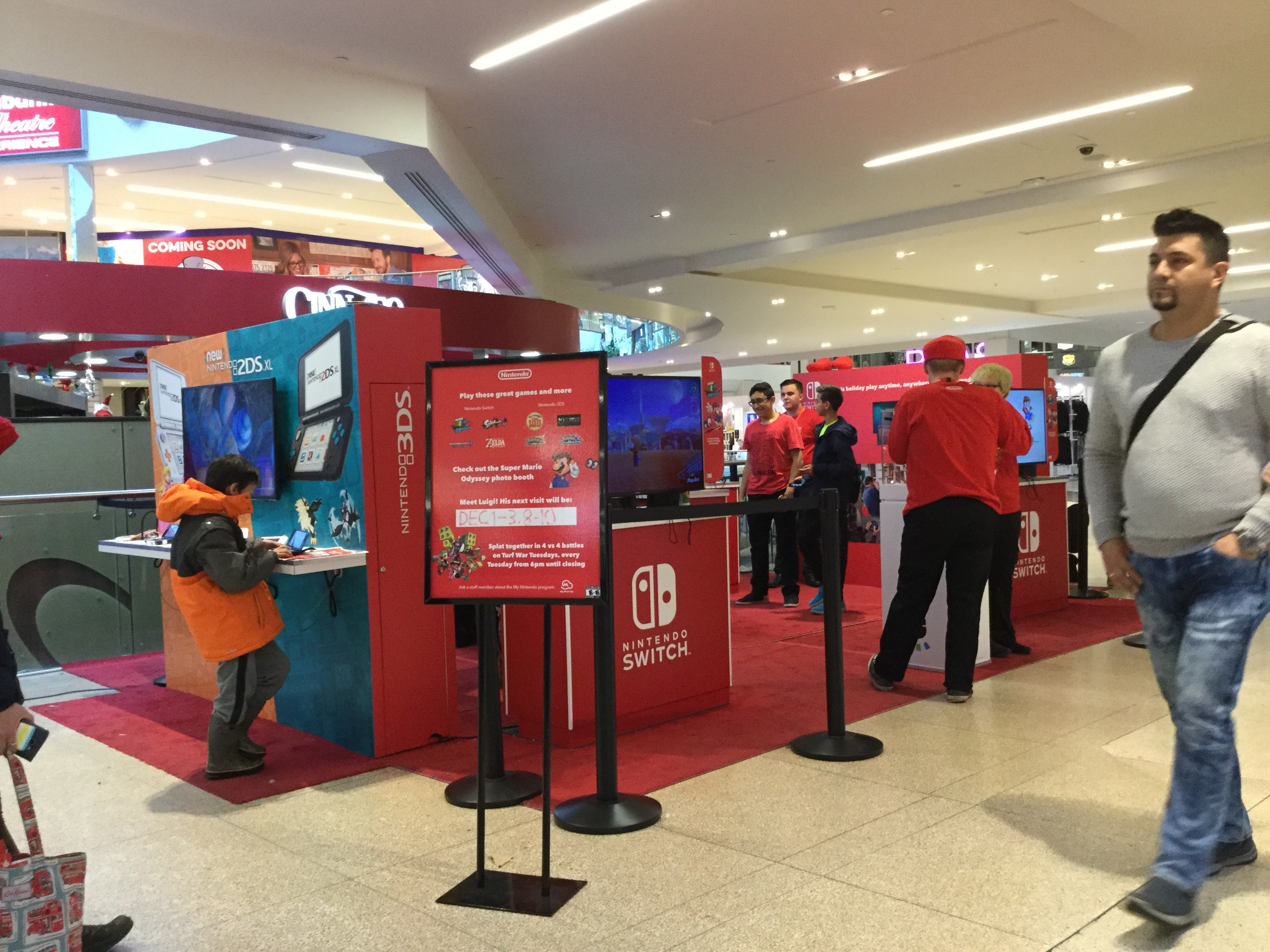